# 瓜尔迪乔洛
瓜爾迪喬洛（義大利語：Gualdicciolo）是聖馬利諾的一個教區，是阿夸維瓦轄下的行政區劃，其位於聖馬利諾西部，靠近義大利艾米利亞-羅馬涅大區轄下的聖萊奧與韋魯基奧之邊界。